# Puylaurens

Puylaurens este o comună în departamentul Tarn din sudul Franței. În 2009 avea o populație de 3.118 de locuitori.

## Evoluția populației
| An        | 1975  | 1982  | 1990  | 1999  | 2006  | 2009  |
| --------- | ----- | ----- | ----- | ----- | ----- | ----- |
| Populație | 2.782 | 2.778 | 2.708 | 2.792 | 2.891 | 3.118 |